# Resistencia eléctrica

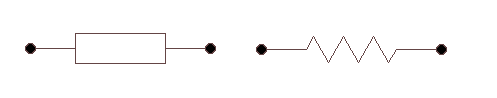
Símbolos de la resistencia eléctrica en un circuito.

En electricidad, se le denomina resistencia a la oposición al flujo de corriente eléctrica a través de un conductor. La unidad de resistencia en el Sistema Internacional es el ohmio, que se representa con la letra griega (Ω), en honor al físico alemán Georg Simon Ohm, quien descubrió el principio que ahora lleva su nombre.

## Resistencia de un conductor
Para un conductor de tipo cable, la resistencia está dada por la siguiente fórmula:
{\displaystyle R=\rho \cdot {\cfrac {\ell }{S}}}
Donde ρ es el coeficiente de proporcionalidad o la resistividad del material, {\displaystyle \ell } es la longitud del cable y S el área de la sección transversal del mismo.
La resistencia de un conductor depende directamente de dicho coeficiente, además es directamente proporcional a su longitud (aumenta conforme es mayor su longitud) y es inversamente proporcional a su sección transversal (disminuye conforme aumenta su grosor o sección transversal).
Descubierta por Georg Ohm en 1827, la resistencia eléctrica tiene un parecido conceptual con la fricción en la física mecánica. La unidad de la resistencia en el Sistema Internacional de Unidades es el ohmio (Ω). Para su medición, en la práctica existen diversos métodos, entre los que se encuentra el uso de un óhmetro. Además, su magnitud recíproca es la conductancia, medida en Siemens.
Por otro lado, de acuerdo con la ley de Ohm la resistencia de un material puede definirse como la razón entre la diferencia de potencial eléctrico y la corriente en que atraviesa dicha resistencia, así:
{\displaystyle R={\cfrac {V}{I}}}
Donde R es la resistencia en ohmios, V es la diferencia de potencial en voltios e I es la intensidad de corriente en amperios.
También puede decirse que "la intensidad de la corriente que pasa por un conductor es directamente proporcional a la diferencia de potencial e inversamente proporcional a su resistencia"
Según sea la magnitud de esta medida, los materiales se pueden clasificar en conductores, aislantes y semiconductor. Existen además ciertos materiales en los que, en determinadas condiciones de temperatura, aparece un fenómeno denominado superconductividad, en el que el valor de la resistencia es prácticamente nulo.

## Comportamientos ideales y reales

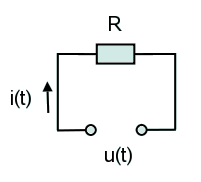
Circuito con resistencia.

Una resistencia ideal es un elemento pasivo que disipa energía en forma de calor según la ley de Joule. También establece una relación de proporcionalidad entre la intensidad de corriente que la atraviesa y la tensión medible entre sus extremos, relación conocida como ley de Ohm:
{\displaystyle u(t)=R\cdot i(t)\;}
donde i(t) es la corriente eléctrica que atraviesa la resistencia de valor R y u(t) es la diferencia de potencial que se origina. En general, una resistencia real podrá tener diferente comportamiento en función del tipo de corriente que circule por ella.

### Comportamiento en corriente continua
Una resistencia real en corriente continua (CC) se comporta prácticamente de la misma forma que si fuera ideal, esto es, transformando la energía eléctrica en calor por efecto Joule. La ley de Ohm para corriente continua establece que:
{\displaystyle R={V \over I}\;}
donde R es la resistencia en ohmios, V es la diferencia de potencial en voltios e I es la intensidad de corriente en amperios.

### Comportamiento en corriente alterna

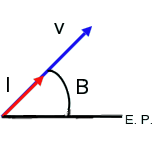
Diagrama fasorial, empleado en corriente alterna senoidal en estado estable.

Como se ha comentado anteriormente, una resistencia real muestra un comportamiento diferente del que se observaría en una resistencia ideal si la intensidad que la atraviesa no es continua. En el caso de que la señal aplicada sea senoidal, corriente alterna (CA), a bajas frecuencias se observa que una resistencia real se comportará de forma muy similar a como lo haría en CC, siendo despreciables las diferencias. En altas frecuencias el comportamiento es diferente, aumentando en la medida en la que aumenta la frecuencia aplicada, lo que se explica fundamentalmente por los efectos inductivos que producen los materiales que conforman la resistencia real.
Por ejemplo, en una resistencia de carbón los efectos inductivos solo provienen de los propios terminales de conexión del dispositivo mientras que en una resistencia de tipo bobinado estos efectos se incrementan por el devanado de hilo resistivo alrededor del soporte cerámico, además de aparecer una cierta componente capacitiva si la frecuencia es especialmente elevada. En estos casos, para analizar los circuitos, la resistencia real se sustituye por una asociación serie formada por una resistencia ideal y por una bobina también ideal, aunque a veces también se les puede añadir un pequeño condensador ideal en paralelo con dicha asociación serie. En los conductores, además, aparecen otros efectos entre los que cabe destacar el efecto pelicular.
Consideremos una resistencia R, como la de la figura 2, a la que se aplica una tensión alterna de valor:
{\displaystyle u(t)=V_{0}\cdot \sin(\omega t+\beta ),}
De acuerdo con la ley de Ohm circulará una corriente alterna de valor:
{\displaystyle i(t)={u(t) \over R}=I_{0}\cdot \sin(\omega t+\beta ),}
donde {\displaystyle I_{0}={V_{0} \over R}}. Se obtiene así, para la corriente, una función senoidal que está en fase con la tensión aplicada (figura 3).
Si se representa el valor eficaz de la corriente obtenida en forma polar:
{\displaystyle {\vec {I}}=I_{/\!\!\!{\underline {\ \beta }}}}
Y operando matemáticamente:
{\displaystyle {\vec {I}}=\left({V \over R}\right)_{/\!\!\!{\underline {\ \beta }}}={{V_{/\!\!\!{\underline {\ \beta }}}} \over {R_{/\!\!\!{\underline {\ 0^{\circ }}}}}}}
De donde se deduce que en los circuitos de CA la resistencia puede considerarse como una magnitud compleja con parte real y sin parte imaginaria o, lo que es lo mismo con argumento nulo, cuya representación binómica y polar serán:
{\displaystyle {\vec {R}}=R+0j=R_{/\!\!\!{\underline {\ 0^{\circ }}}}}

## Encapsulados y especificación del valor nominal
Dependiendo del tipo de encapsulado de la resistencia existen unos estándares para marcarlas con su valor nominal y poder conocerlos a simple vista.

### Resistencias de montaje superficial
Las Resistencias de montaje superficial o SMT (siglas del inglés Surface Mount Technology) están encapsuladas en pequeña piezas rectangulares de cerámica con contactos planos en forma de terminaciones metálicas en los bordes del componente, o en la parte inferior del encapsulado, que se sueldan directamente a la placa de circuito impreso Debido a su pequeño tamaño, el ensamblado manual de las piezas es muy difícil y están diseñados para sistemas automatizados. Actualmente las resistencias SMT son las más utilizadas.
El valor nominal de estas resistencias está marcado con 3 caracteres, de los cuales uno puede ser una letra, según el siguiente criterio:
- Si los 3 caracteres son dígitos los primeros dos caracteres representan los dos primeros dígitos significativos y el tercer dígito representa una potencia de diez. Por ejemplo, 332 representa 3200 Ohmios.
- Si el segundo carácter es una R, el primero indica la cifra del valor nominal, la R el punto decimal y la tercera la primera cifra decimal. Por ejemplo, 2R4 representa 2,4 Ohmios.
- Si el primer carácter es una R significa que los dos siguientes son decimales. Por ejemplo, R15 representa 0,15 Ohmios.

Existen resistencias SMT con 4 caracteres en lugar de 3 y todos son dígitos. En este caso el valor nominal viene dado por los tres dígitos significativos y el cuarto representa una potencia de 10. Por ejemplo, 4462 representa 44600 Ohmios.

### Resistencias a través de orificio
Las resistencias a través de orificio (en inglés through hole) se llaman así porque es necesario atravesar un agujero para su montaje en una placa. Tienen cuerpo cilíndrico con dos terminales (patas) que salen en línea recta desde los extremos opuestos del cilindro, diseñados para insertarse en agujeros de una placa.
Para hayar el valor nominal de este tipo de resistencias se usan bandas de colores con distinto significado según la posición, siguiendo un código internacional que asigna un valor numérico a cada color. Además existen bandas que corresponden al multiplicador, tolerancia (precisión de la resistencia en tanto por ciento) y coeficiente de temperatura (cuanto varía el valor de esa resistencia dependiendo de la temperatura ambiente medida en ppm/°C donde 10000ppm=1%), pero no tienen que estar todas informadas. 

### Resistencias solo en línea
Las resistencias solo en línea o SIL (del inglés Single in line) son resistencias similares a las resistencias a través de orificio salvo que vienen varias empaquetadas en el mismo elemento. Cada uno de los componentes tiene un terminal que es común a todas las resistencias y el resto de terminales permiten conectar cada una de las resistencias con el común. Los terminales no conectados no se usan y no afectan al funcionamiento. El terminal común suele diferenciarse del resto con una marca, típicamente un punto o un triángulo sobre él.
Los valores nominales suelen venir dados por tres dígitos, siendo los dos primeros números significativos del valor nominal y el tercero la potencia de 10 por la que multiplicar. Por ejemplo, un SIL con la marca 101 serían 100 Ohmios.

## Asociación de resistencias

### Resistencia equivalente

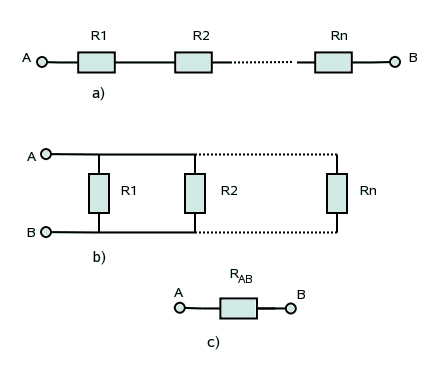
Asociaciones generales de resistencias: a) Serie y b) Paralelo. c) Resistencia equivalente.

Se denomina resistencia equivalente a la  asociación respecto de dos puntos A y B, a aquella que conectada a la misma diferencia de potencial, UAB, demanda la misma intensidad, I (ver figura 4). Esto significa que ante las mismas condiciones, la asociación y su resistencia equivalente disipan la misma potencia.

### Asociación en serie
Dos o más resistencias se encuentran conectadas en serie cuando al aplicar al conjunto una diferencia de potencial, todas ellas son recorridas por la misma corriente.
Para determinar la resistencia equivalente de una asociación serie imaginaremos que ambas, figuras 4a) y 4c), están conectadas a la misma diferencia de potencial, UAB. Si aplicamos la segunda ley de Kirchhoff a la asociación en serie tendremos:
{\displaystyle U_{AB}=U_{1}+U_{2}+...+U_{n}\,}
Aplicando la ley de Ohm:
{\displaystyle U_{AB}=IR_{1}+IR_{2}+...+IR_{n}=I(R_{1}+R_{2}+...+R_{n})\,}
En la resistencia equivalente:
{\displaystyle U_{AB}=IR_{AB}\,}
Finalmente, igualando ambas ecuaciones se obtiene que:
{\displaystyle IR_{AB}=I(R_{1}+R_{2}+...+R_{n})\,}
Y eliminando la intensidad:
{\displaystyle R_{AB}=R_{1}+R_{2}+...+R_{n}=\sum _{k=1}^{n}R_{k}}
Por lo tanto, la resistencia equivalente a n resistencias montadas en serie es igual a la suma de dichas resistencias.

### Asociación en paralelo
Dos o más resistencias se encuentran en paralelo cuando tienen dos terminales comunes de modo que al aplicar al conjunto una diferencia de potencial, UAB, todas las resistencias tienen la misma caída de tensión, UAB.
Para determinar la resistencia equivalente de una asociación en paralelo imaginaremos que ambas, figuras 4b) y 4c), están conectadas a la misma diferencia de potencial mencionada, UAB, lo que originará una misma demanda de corriente eléctrica, I. Esta corriente se repartirá en la asociación por cada una de sus resistencias de acuerdo con la primera ley de Kirchhoff:
{\displaystyle {I}={I_{1}}+{I_{2}}+...+{I_{n}}\,}
Aplicando la ley de Ohm:
{\displaystyle {I}={U_{AB} \over R_{1}}+{U_{AB} \over R_{2}}+...+{U_{AB} \over R_{n}}=U_{AB}\left({1 \over R_{1}}+{1 \over R_{2}}+...+{1 \over R_{n}}\right)\,}
En la resistencia equivalente se cumple:
{\displaystyle I=U_{AB}/R_{AB}\,}
Igualando ambas ecuaciones y eliminando la tensión UAB:
{\displaystyle {1 \over R_{AB}}={1 \over R_{1}}+{1 \over R_{2}}+...+{1 \over R_{n}}}
De donde:
{\displaystyle R_{AB}={1 \over \sum _{k=1}^{n}{1 \over R_{k}}}}
Por lo que la resistencia equivalente de una asociación en paralelo es igual a la inversa de la suma de las inversas de cada una de las resistencias.
Existen dos casos particulares que suelen darse en una asociación en paralelo:
1. Dos resistencias: en este caso se puede comprobar que la resistencia equivalente es igual al producto dividido por la suma de sus valores, esto es:
{\displaystyle R_{AB}={R_{1}R_{2} \over R_{1}+R_{2}}\,}
2. k resistencias iguales: su equivalente resulta ser:{\displaystyle R_{AB}={R \over k}\,}

### Circuitos mixtos

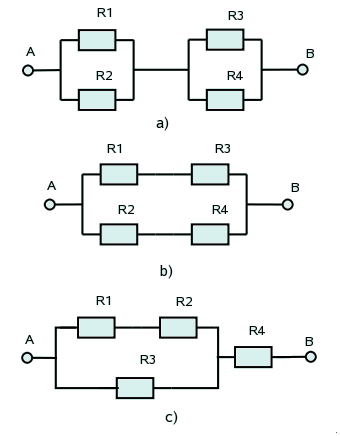
Asociaciones mixtas de cuatro resistencias: a) Serie de paralelos, b) Paralelo de series y c) Ejemplo de una de las otras posibles conexiones.

En una asociación mixta se encuentran conjuntos de resistencias en serie con conjuntos de resistencias en paralelo. En la figura pueden observarse tres ejemplos de asociaciones mixtas con cuatro resistencias.
A veces una asociación mixta es necesaria ponerla en modo texto. Para ello se utilizan los símbolos "+" y "//" para designar las asociaciones serie y paralelo respectivamente. Así con (R1 + R2) se indica que R1 y R2 están en serie mientras que con (R1//R2) que están en paralelo. De acuerdo con ello, las asociaciones de la figura 5 se pondrían del siguiente modo:
a) (R1//R2)+(R3//R4)
b) (R1+R3)//(R2+R4)
c) ((R1+R2)//R3)+R4
Para determinar la resistencia equivalente de una asociación mixta se van simplificando las resistencias que están en serie y las que están en paralelo de modo que el conjunto vaya resultando cada vez más sencillo, hasta terminar con un conjunto en serie o en paralelo. Como ejemplo se determinarán las resistencias equivalentes de cada una de las asociaciones de la figura 5:
a)
R1//R2 = R1//2

R3//R4 = R3//4

RAB = R1//2 + R3//4
b)
R1+R3 = R1+3

R2+R4 = R2+4

RAB = R1+3//R2+4
c)
R1+R2 = R1+2
R1+2//R3 = R1+2//3
RAB = R1+2//3 + R4
Desarrollando se obtiene:
a)
{\displaystyle R_{AB}={R1\cdot R2 \over R1+R2}+{R3\cdot R4 \over R3+R4}}
b)
{\displaystyle R_{AB}={(R1+R3)\cdot (R2+R4) \over (R1+R3)+(R2+R4)}}
c)
{\displaystyle R_{AB}={(R1+R2)\cdot R3 \over (R1+R2)+R3}+R4}

### Asociaciones estrella y triángulo

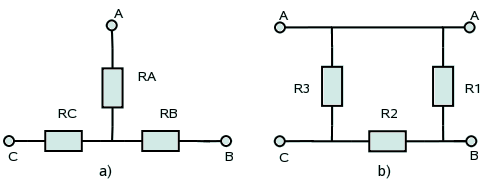
a) Asociación en estrella.
b) Asociación en triángulo.

En la figura pueden observarse respectivamente las asociaciones estrella y triángulo, también llamadas {\displaystyle {T}} y {\displaystyle \pi } o delta respectivamente. Este tipo de asociaciones son comunes en las cargas trifásicas. Las ecuaciones de equivalencia entre ambas asociaciones vienen dadas por el teorema de Kennelly:
Resistencias en estrella en función de las resistencias en triángulo (transformación de triángulo a estrella)
El valor de cada una de las resistencias en estrella es igual al cociente del producto de las dos resistencias en triángulo adyacentes al mismo terminal entre la suma de las tres resistencias en triángulo.
{\displaystyle RA={R1\cdot R3 \over {R1+R2+R3}}\,}
{\displaystyle RB={R1\cdot R2 \over {R1+R2+R3}}\,}
{\displaystyle RC={R2\cdot R3 \over {R1+R2+R3}}\,}
Resistencias en triángulo en función de las resistencias en estrella (transformación de estrella a triángulo)
El valor de cada una de las resistencias en triángulo es igual la suma de las dos resistencias en estrella adyacentes a los mismos terminales más el cociente del producto de esas dos resistencias entre la otra resistencia.
{\displaystyle R1={RA+RB+{RA\cdot RB \over {RC}}}\,}
{\displaystyle R2={RB+RC+{RB\cdot RC \over {RA}}}\,}
{\displaystyle R3={RA+RC+{RA\cdot RC \over {RB}}}\,}

### Asociación puente

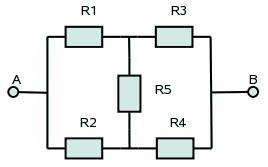
Asociación puente.

Si en una asociación paralelo de series como la mostrada en la figura de las asociaciones mixtas de cuatro resistencias (ver más arriba, en la sección «Circuitos mixtos») se conecta una resistencia que una las dos ramas en paralelo, se obtiene una asociación puente como la mostrada en la figura adjunta de la asociación puente.
La determinación de la resistencia equivalente de este tipo de asociación tiene solo interés pedagógico. Para ello se sustituye bien una de las configuraciones en triángulo de la asociación, la R1-R2-R5 o la R3-R4-R5 por su equivalente en estrella, bien una de las configuraciones en estrella, la R1-R3-R5 o la R2-R4-R5 por su equivalente en triángulo. En ambos casos se consigue transformar el conjunto en una asociación mixta de cálculo sencillo. Otro método consiste en aplicar una fem (E) a la asociación y obtener su resistencia equivalente como relación de dicha fem y la corriente total demandada (E/I).
El interés de este tipo de asociación está en el caso en el que por la resistencia central, R5, no circula corriente o R4, en función de las otras tres. En ello se basan los puentes de Wheatstone y de hilo para la medida de resistencias con precisión.

## Resistencia de un conductor
| Material             | Resistividad (Ω·m) |
| -------------------- | ------------------ |
| Plata                | 1,55 × 10–8        |
| Cobre                | 1,70 × 10–8        |
| Oro                  | 2,22 × 10–8        |
| Aluminio             | 2,82 × 10–8        |
| Wolframio            | 5,65 × 10–8        |
| Níquel               | 6,40 × 10–8        |
| Hierro               | 8,90 × 10–8        |
| Platino              | 10,60 × 10–8       |
| Estaño               | 11,50 × 10–8       |
| Acero inoxidable 301 | 72,00 × 10–8       |
| Grafito              | 60,00 × 10–8       |

El conductor es el encargado de unir eléctricamente cada uno de los componentes de un circuito. Dado que tiene resistencia óhmica, puede ser considerado como otro componente más con características similares a las de la resistencia eléctrica.
De este modo, la resistencia de un conductor eléctrico es la medida de la oposición que presenta al movimiento de los electrones en su seno, es decir la oposición que presenta al paso de la corriente eléctrica. Generalmente su valor es muy pequeño y por ello se suele despreciar, esto es, se considera que su resistencia es nula (conductor ideal), pero habrá casos particulares en los que se deberá tener en cuenta su resistencia (conductor real).
La resistencia de un conductor depende de la longitud del mismo ({\displaystyle \ell }) en m, de su sección ({\displaystyle S\;}) en m², del tipo de material (resistividad, {\displaystyle \rho }) y de la temperatura. Si consideramos la temperatura constante (20 °C), la resistencia viene dada por la siguiente expresión:
en la que {\displaystyle \rho \;} es la resistividad (una característica propia de cada material).

### Influencia de la temperatura
La variación de la temperatura produce una variación en la resistencia. En la mayoría de los metales aumenta su resistencia al aumentar la temperatura, por el contrario, en otros elementos, como el carbono o el germanio la resistencia disminuye.
Como ya se comentó, en algunos materiales la resistencia llega a desaparecer cuando la temperatura baja lo suficiente. En este caso se habla de superconductores.
Experimentalmente se comprueba que para temperaturas no muy elevadas, la resistencia a cierta temperatura ({\displaystyle R_{T}\;}), viene dada por la expresión:
{\displaystyle R_{T}=R_{0}\cdot (1+\alpha \cdot (T-T_{0}))}
donde
- {\displaystyle R_{0}\;} = Resistencia de referencia a la temperatura {\displaystyle T_{0}\;}.
- {\displaystyle \quad \alpha } = Coeficiente de temperatura. Para el cobre {\displaystyle \alpha =0,00393\;}.
- {\displaystyle T_{0}\;} = Temperatura de referencia en la cual se conoce {\displaystyle R_{0}\;}.

## Potencia que disipa una resistencia
Una resistencia disipa en calor una cantidad de potencia cuadráticamente proporcional a la intensidad que la atraviesa y a la caída de tensión que aparece en sus bornes.
Comúnmente, la potencia disipada por una resistencia, así como la potencia disipada por cualquier otro dispositivo resistivo, se puede hallar mediante:
{\displaystyle P=V\cdot I\,\!}
A veces es más cómodo usar la ley de Joule para el cálculo de la potencia disipada, que es:
{\displaystyle P=R\cdot I^{2}\,\!}  o también  {\displaystyle P={V^{2} \over R}\,\!}
Observando las dimensiones del cuerpo de la resistencia, las características de conductividad de calor del material que la forma y que la recubre, y el ambiente en el cual está pensado que opere, el fabricante calcula la potencia que es capaz de disipar cada resistencia como componente discreto, sin que el aumento de temperatura provoque su destrucción. Esta temperatura de fallo puede ser muy distinta según los materiales que se estén usando. Esto es, una resistencia de 2 W formada por un material que no soporte mucha temperatura, estará casi fría (y será grande); pero formada por un material metálico, con recubrimiento cerámico, podría alcanzar altas temperaturas (y podrá ser mucho más pequeña).
El fabricante dará como dato el valor en vatios que puede disipar cada resistencia en cuestión. Este valor puede estar escrito en el cuerpo del componente o se tiene que deducir de comparar su tamaño con los tamaños estándar y su respectivas potencias. El tamaño de las resistencias comunes, cuerpo cilíndrico con dos terminales, que aparecen en los aparatos eléctricos domésticos suelen ser de 1/4 W, existiendo otros valores de potencias de comerciales de ½ W, 1 W, 2 W, etc.

## Tipos de resistencias

### Resistencias de valor variable
Existen resistencias cuyo valor de resistencia es variable. Veamos algunos ejemplos:
- Potenciómetro: permiten variar su valor a voluntad del usuario. Por ejemplo, a través de mover una rueda o a través de señales digitales (en este caso el potenciómetro es un chip que consta de distintas patillas a través de las cuales se puede controlar mediante pulsos eléctricos los valores extremos de la resistencia y su valor medio).
- Valor condicionado por magnitudes ambientales. Estos tipos son muy usados para construir sensores. Por ejemplo:
  - Fotorresistor: varía su valor según la cantidad de luz que incide sobre él.
  - termistor:  varía su valor según la temperatura ambiente.
  - sensor de fuerza/tensión: varía su valor según la fuerza/presión a la que es sometido.
  - sensor de flexión: varía su valor según lo que sean dobladas físicamente.
- Transistor. Un transistor puede entenderse como una resistencia variable entre dos puntos, cuyo valor es controlado mediante aplicación de una determinada corriente sobre un tercer punto.

### Resistencias de lámina metálica
La tecnología lámina metálica supera a todas las demás tecnologías de resistencias disponibles en la actualidad para aplicaciones que requieren precisión y estabilidad. Los productos de lámina metálica, se ofrecen en una variedad de configuraciones de resistencia y tipos de paquetes para satisfacer las necesidades de una amplia gama de aplicaciones. Los productos de lámina metálica a granel fabricados ofrecen un coeficiente de temperatura absoluta de resistencia (TCR) de ±0,2 ppm/°C (–55 °C a +125 °C, +25 °C ref), una magnitud de orden mejor que las tecnologías de láminas anteriores. Cuanto más bajo es el TCR absoluto, mejor puede una resistencia mantener su valor preciso a pesar de las variaciones de temperatura ambiente y el autocalentamiento cuando se aplica energía. 
Construcción de las resistencias de lámina metálica.
Una aleación de lámina específica con propiedades conocidas y controlables de níquel-cromo, denominada Evanohm S y cuya composición nominal es, Cromo: 19,9 %, Manganeso: 5,1 %, Aluminio: 3,0 %, Silicio: 1,1 % y Níquel: equilibrado, se cementa por medio de un pegamento epoxi, a un sustrato cerámico especial, como el mostrado en el siguiente dibujo, con las dimensiones de los espesores de los materiales de 2 a 5 [μm] para la lámina de metal, el pegamento puede tener un espesor de 5 [μm] y el substrato cerámico 0.8 [mm]. 

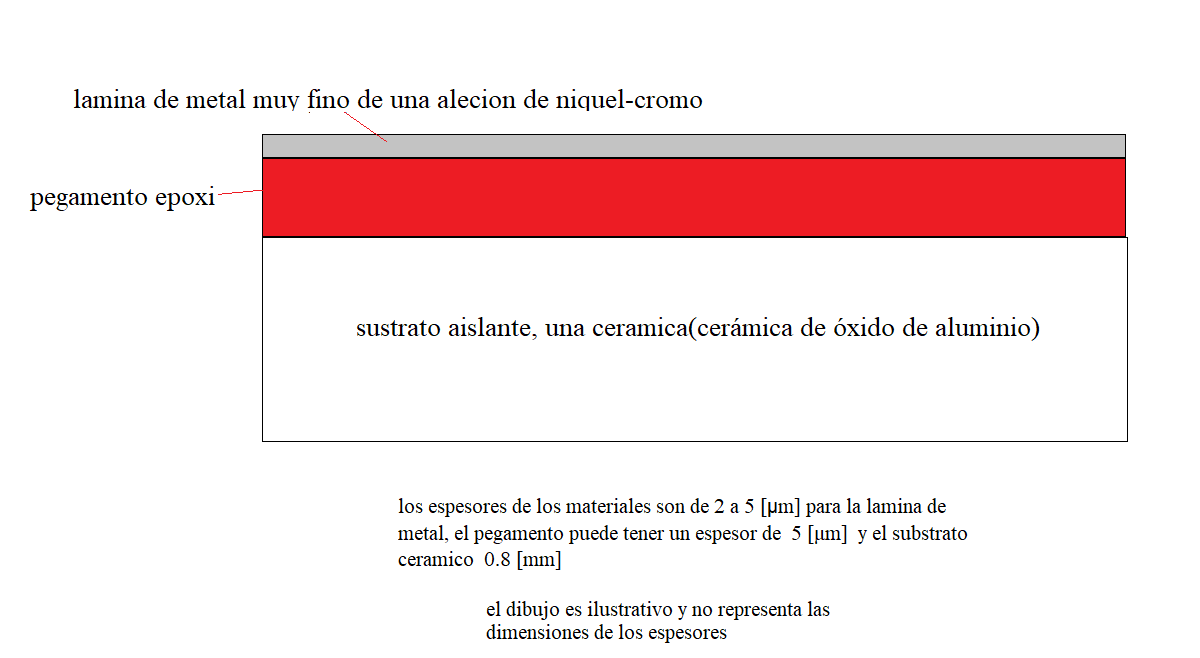
Dibujo ilustrativo de la construcción del componente.

Todo esto da como resultado un equilibrio termomecánico de fuerzas. Luego se fotografía un patrón resistivo en la hoja que está en el sustrato cerámico. Este proceso combina de manera única las características importantes de bajo TCR, estabilidad a largo plazo, una inductancia pequeña, insensibilidad a ESD (descarga electrostática y estática de electricidad), baja capacitancia, estabilización térmica rápida y bajo nivel de ruido en una sola tecnología de resistencia. Luego el sustrato cerámico se corta en pequeñas tabletas. A continuación se calibra la resistencia obtenida, en la tableta se recorta eliminando selectivamente las barras de cortocircuito incorporadas. Esta operación aumenta la resistencia en incrementos conocidos, se cortan áreas seleccionadas, lo que resulta en aumentos de resistencia progresivamente menores. En la hoja plana, el diseño del elemento de patrón reduce la inductancia, la inductancia total máxima de la resistencia es de 0,08 μH. La capacitancia es de 0,5 pF como máximo. Una resistencia de 1 kΩ tiene un tiempo de subida de menos de 1 ns hasta 100 MHz. El tiempo de subida depende del valor de la resistencia, pero los valores más altos y más bajos son solo un poco más lentos que los valores de rango medio. La ausencia de timbre es especialmente importante en la conmutación de alta velocidad, como en la conversión de señales. La resistencia de CC de una resistencia de lámina metálica a granel de 1 kΩ en comparación con su resistencia de CA a 100 MHz la cual se puede expresar como: resistencia de CA / resistencia de CC=1,001. Las técnicas de lámina producen una combinación de especificaciones de resistencia altamente deseables y previamente inalcanzables. Al aprovechar la estabilidad y confiabilidad general de las resistencias VFR, los diseñadores pueden reducir significativamente los errores del circuito y mejorar en gran medida el rendimiento general del circuito.
Felix Zandman y Sidney J. Stein, publicaron un documento con el desarrollo de la resistencia de lámina metálica. En su documento destacan conceptos de diseño, como el uso de una película de aleación lo suficientemente gruesa como para tener «propiedades a granel», no describen, la preparación especial de aleaciones para producir un coeficiente de resistencia a baja temperatura, el control cuidadoso de la estructura cristalina de la aleación, la deformación del metal y las características del sustrato. Además, comentan sobre las técnicas de deposición, se describe el término «deposición» pero no lo definen, no describe cómo se lleva la lámina metálica al sustrato. Los tratamientos de estabilización y todos los demás factores cuyos cambios puedan dar lugar a la resistencia posterior y al uso de aleaciones y sustratos de forma que limite y controle los esfuerzos térmicos y mecánicos, ya sea durante la fabricación o el uso.